# Морин, Игорь
Игорь Морин (Игорис Моринас; лит. Igoris Morinas; 21 февраля 1975, Вильнюс) — литовский футболист, нападающий, тренер. Выступал за сборную Литвы

## Биография
Начинал взрослую карьеру в вильнюсском клубе «Панерис», где провёл три сезона в середине 1990-х годов, будучи одним из лучших бомбардиров клуба. В 1996 году перешёл в один из ведущих литовских клубов «Жальгирис», в его составе становился серебряным призёром чемпионата Литвы 1996/97 и 1997/98. В сезоне 1998/99 «Жальгирис» стал чемпионом Литвы, однако Морин, забивший в осенней части сезона 12 голов в 12 матчах, зимой уехал в Германию.
С 1999 по 2002 годы выступал во второй бундеслиге за «Ганновер 96» и в первых трёх сезонах имел большую игровую практику. В сезоне 2001/02, когда клуб победил во второй бундеслиге, форвард провёл только 10 нерезультативных матчей и по окончании сезона покинул команду. Затем недолгое время играл во второй бундеслиге за «Майнц 05» и «Ян Регенсбург».
В 2004 году вернулся в Литву и присоединился к своему бывшему клубу «Жальгирис», команда в этот период была не так успешна и ни разу не попадала в призовую тройку. После сезона 2008 года «Жальгирис» по финансовым причинам был переведён во второй дивизион и футболист ненадолго перешёл в игравшую в высшей лиге «Круою», но вскоре вернулся в «Жальгирис». В 2010 году завершил профессиональную карьеру.
Всего в высшей лиге Литвы за карьеру забил 104 гола.
В национальной сборной Литвы дебютировал 9 июля 1996 года в матче Кубка Балтии против Эстонии, заменив на 79-й минуте Ричардаса Зданчюса. Свой первый гол забил ровно год спустя, в своей третьей игре за сборную, также против Эстонии. Всего за 12 лет в составе национальной команды сыграл 51 матч и забил 7 голов. Победитель Кубка Балтии 1997 и 2005 годов.
После окончания игровой карьеры некоторое время работал детским тренером в Вильнюсе. В 2019 году назначен главным тренером клуба «Вильнюс». Имеет тренерскую лицензию «UEFA Pro».